# Ryan Mather
Ryan Mather (Redondo Beach, 14 gennaio 1993) è un pallavolista statunitense, opposto dei Las Vegas Ramblers.

## Carriera

### Club
La carriera di Ryan Mather inizia nei tornei scolastici californiani, giocando per la Redondo Union HS; parallelamente gioca anche a livello giovanile col Southern California. Dopo il diploma fa parte della squadra della Grand Canyon, impegnata in NCAA Division I, dove gioca dal 2012 al 2015, saltando l'edizione 2014.
Nel campionato 2017-18 firma il suo primo contratto professionistico con l'Akaa, neopromosso nella Lentopallon Mestaruusliiga finlandese. Dopo un'annata di inattività, nella stagione 2019-20 gioca nella Nationaldivision lussemburghese con il CHEV: in seguito rientra in patria coi Las Vegas Ramblers, partecipando allo NVA Showcase 2020 e alla NVA 2021, venendo premiato come miglior opposto in entrambi i tornei.

## Palmarès

### Premi individuali
- 2020 - NVA Showcase: Miglior opposto
- 2021 - NVA: Miglior opposto